# Kombīl
Kombīl (persiska: كمبيل, Kūmbīl, کومبیل) är en ort i Iran.   Den ligger i provinsen Hormozgan, i den sydöstra delen av landet, 1 100 km sydost om huvudstaden Teheran. Kombīl ligger 10 meter över havet och antalet invånare är 318.
Terrängen runt Kombīl är mycket platt. Runt Kombīl är det ganska glesbefolkat, med 25 invånare per kvadratkilometer. Närmaste större samhälle är Mīnāb, 15,1 km nordost om Kombīl. Trakten runt Kombīl är ofruktbar med lite eller ingen växtlighet.